# Hasch mich – ich bin der Mörder
Hasch mich – ich bin der Mörder, auch Camouflage – Hasch mich, ich bin der Mörder oder Louis mit dem Leichentick (Originaltitel: Jo), ist eine französische Filmkomödie aus dem Jahr 1971. Die schwarze Komödie basiert auf dem Bühnenstück The Gazebo von Alec Coppel.

## Handlung
Bühnenautor Antoine Brisebard „erschießt“ gerade seinen Anwalt und Freund Adrien, als das Hausmädchen Mathilde hereinplatzt und wegen der Dramatik der Situation in Ohnmacht fällt. Tatsächlich übt Brisebard jedoch nur eine Szene für einen neuen Krimi ein – so hat er es zumindest seinem Freund Adrien erzählt. In Wirklichkeit wird Antoine Brisebard jedoch von einem gewissen Monsieur Jo erpresst und will sich durch dessen Ermordung aus der Zwickmühle befreien. Als am selben Abend eine zwielichtige Gestalt Brisebards Wohnung betritt, bringt er es jedoch nicht über das Herz, den Mann zu erschießen. Er wirft stattdessen den Revolver zu Boden, wobei sich ein Schuss löst, der den vermeintlichen Erpresser Jo tödlich trifft.
Brisebard verscharrt die Leiche daraufhin in seinem Garten in einer Grube, in der am nächsten Tag das Fundament eines Pavillons entstehen soll. Dann aber eröffnet ihm der ermittelnde Inspektor Ducros, dass Jo in seiner eigenen Wohnung tot aufgefunden worden sei und in dessen Notizbuch Brisebard als Erpressungsopfer vermerkt. Dem Drehbuchautor wird klar, dass er eine andere Person umgebracht hat. Brisebard ruft nun alle möglichen Bekannten an, die ihn hätten besuchen können, bis zwei weitere Gangster Brisebard offenbaren, dass es sich bei dem Toten um den Gauner Riri handelt, der wiederum den Ganoven Jo ermordet und beraubt hat.
Diese beiden sind hinter dessen bzw. Jos Geldkoffer her, den Brisebard zusammen mit dem Toten vergraben hat, und den nun ein Blitzeinschlag, der den Pavillon zerstört, wieder freilegt. Die Gangster verschwinden mit dem Geld. Zunächst allein, später mit Hilfe seiner Frau, versucht Brisebard, ein neues Versteck für die Leiche zu finden. Währenddessen durchsucht nicht nur Inspektor Ducros sein Haus, sondern potenzielle Käufer des Hauses, Handwerker und ein Vertreter für Feuerlöscher verursachen zusätzliches Chaos. Die Leiche wird zunächst in einer Statue, dann in einer Standuhr und schließlich in einem Koffer versteckt.
Gerade als die Brisebards es geschafft haben, den Koffer von ihrem Grundstück zu entfernen, eröffnet ihnen der Inspektor, dass einer der beiden weiteren Gangster bei einem Autounfall ums Leben gekommen ist, nachdem er den anderen getötet hat. Ducros hält diese beiden für die Mörder Riris, denn der Geldkoffer lag im Unfallwagen. Aufmerksame Polizisten bringen Brisebard den Leichenkoffer anhand des Kofferanhängers zurück. Brisebard hat plötzlich genug Zeit, die Leiche endgültig verschwinden zu lassen. Doch er stürzt diese in einem Unfallwagen in eine Schlucht, an deren Boden Ducros mit anderen picknickt. Dieser eilt herbei und sieht dem herabblickenden Brisebard in die Augen.

## Hintergrund
Der Film basiert auf der Kriminalkomödie The Gazebo von Alec Coppel aus dem Jahr 1958, die bereits 1959 unter dem deutschen Titel Die Nervensäge von Regisseur George Marshall mit Glenn Ford in der Hauptrolle verfilmt wurde. 1964 entstand für das deutsche Fernsehen eine Adaption mit Horst Tappert und Konrad Georg in den Hauptrollen. Der Film Der Aussichtsturm unter der Regie von Wilm ten Haaf wurde am 26. April 1964 im Deutschen Fernsehen gezeigt.
Kult wurde der wiederholte Dialog zwischen de Funès und Blier: „Nein!“ – „Doch!“ – „Ohhh!“ Dieser stammte ursprünglich aus dem Film Oscar, wo er allerdings nicht so konsequent ausgeführt wurde.

## Synchronisation
Die deutsche Synchronfassung entstand im MGM Synchronisations-Atelier in West-Berlin. Hans Joachim Szelinski schrieb das Dialogbuch und führte Regie.
| Rolle                    | Darsteller         | Synchronsprecher                     |
| ------------------------ | ------------------ | ------------------------------------ |
| Antoine Brisebard        | Louis de Funès     | Gerd Martienzen                      |
| Sylvie Brisebard         | Claude Gensac      | Ingeborg Wellmann                    |
| Tonelotti                | Michel Galabru     | Horst Niendorf                       |
| Inspektor Ducros         | Bernard Blier      | Martin Hirthe                        |
| Maître Colas             | Guy Tréjan         | Rolf Schult                          |
| M. Grunder               | Ferdy Mayne        | Erich Fiedler                        |
| Mme. Grunder             | Yvonne Clech       | Anneliese Priefert                   |
| Madame Cramusel          | Florence Blot      | Tina Eilers                          |
| Françoise                | Micheline Luccioni | Ingrid van Bergen oder Käte Jaenicke |
| Mathilde                 | Christiane Muller  | Beate Hasenau                        |
| Adjutant der Gendarmerie | Paul Préboist      | Gerd Duwner                          |
| M. Jo                    | Roger Lumont       | Jochen Schröder                      |

## Handlungsort
Der Ort der Handlung wird im Film nicht erwähnt. Madame Brisebard erwähnt lediglich, dass der Pavillon „aus Brüssel – 500 Kilometer“ kommt. Damit – und aus der gezeigten Landschaft – ergäbe sich ein Handlungsort irgendwo in Zentralfrankreich. Das Auto von Brisebard hat dagegen ein Kennzeichen aus dem ehemaligen Département Seine (Kennzeichen 75). Diese Region liegt aber deutlich näher an Brüssel. Die Dreharbeiten für die Außenaufnahmen fanden in Les Bréviaires im Département Yvelines statt.

## Kritik
Das Lexikon des internationalen Films nannte Hasch mich – ich bin der Mörder ein „[t]urbulentes Lustspiel voller Albernheiten und Klamauk, mit einigen Längen.“